# Åke Paulsson (länsråd)
Åke Malkolm Paulsson, född den 9 oktober 1912 i Karlstad, död den 31 oktober 1980 i Göteborg, var en svensk
 ämbetsman.
Paulsson avlade studentexamen i Vänersborg 1931 och juris kandidatexamen vid Lunds universitet 1935. Han genomförde tingstjänstgöring i Tössbo och Vedbo domsaga 1935–1938. Paulsson blev länsnotarie i Älvsborgs län 1938 och länsassessor 1959. Han  genomgick Försvarshögskolan 1963. Paulsson var förste länsassessor i Göteborgs och Bohus län 1960–1964, landssekreterare i Skaraborgs län 1964–1971 och länsråd i Göteborgs och Bohus län 1971–1978. Han blev riddare av Nordstjärneorden 1965 och kommendör av samma orden 1970.